# Gawriił Dierżawin
Gawriił (Gawriła) Romanowicz Dierżawin (ros. Гавриил (Гаврила) Романович Державин; ur. 3 lipca?/14 lipca 1743 we wsi Sokury, zm. 8 lipca?/20 lipca 1816 w Zwance) – rosyjski poeta epoki klasycyzmu. Ceniony przez romantyków, uznawany za największego poetę rosyjskiego przed Aleksandrem Puszkinem.
Dierżawin rozwinął odę, przy czym nie przestrzegał klasycznej hierarchii form literackich i wplatał elementy satyryczne. Do jego najważniejszych dzieł należą ody teologiczne i filozoficzne, na przykład oda Bóg, do której fragmentów nawiązuje Adam Mickiewicz w Dziadach. Mickiewicz cenił talent Dzierżawina i zestawiał go z Adamem Naruszewiczem.
Dierżawin był związany z otoczeniem Katarzyny II, pisał panegiryki na jej cześć.  

## Życiorys
Według rodzinnych przekazów rodzina Dierżawinów pochodziła od jednego z rodów tatarskich – niejaki murza Bagrim wyjechał z Wielkiej Ordy do Moskwy i po przyjęciu chrztu wstąpił na służbę do wielkiego kniazia Wasyla III Ślepego.
Gawriil (Gawriła) Romanowicz urodził się 3 lipca?/14 lipca 1743 w rodzinie szlachty zaściankowej w rodowej posiadłości we wsi Sokury (obecnie Kazań) w guberni kazańskiej. Jego rodzicami byli major-sekundant Roman Nikołajewicz (który zmarł w latach młodości Dierżawina) i Fiekła Adriejewna (nazwisko panieńskie Kozłowa).
Od 1762 roku służył jako szeregowy gwardzista w pułku Prieobrażenskij, z którą brał udział w państwowym przewrocie z 28 lipca 1762 roku, w rezultacie którego na tron wstąpiła caryca Katarzyna II. Od 1772 roku służył w pułku na stanowisku oficera, z którą w latach 1773-1775 brał udział w stłumieniu powstania Pugaczowa. Pierwsze wiersze Dierżawina ujrzały światło dzienne w 1773 roku.
W 1777 roku, po opuszczeniu wojska, rozpoczął służbę cywilną jako radca stanu w Senacie Rządzącym. Na początku 1778 roku ożenił się z 16-letnią wówczas Jekatieriną Jakowlewną Bastidon, córką Portugalczyka Bastidona, byłego kamerdynera cara Piotra I.
Literacka popularność Dierżawina rozpoczęła się w 1782 roku po opublikowaniu ody Felica, która w sposób dziękczynny dedykowana była carycy Katarzynie II.
Od momentu powstania w 1783 roku Imperatorskiej Akademii Rosyjskiej, Dierżawin był członkiem akademii, brał udział w stworzeniu i wydaniu pierwszego słownika opisowego języka rosyjskiego.
W maju 1784 roku otrzymał nominację na pierwszego gubernatora cywilnego przy nowo powstałej guberni ołonieckiej. Po przybyciu do stolicy guberni – Pietrozawodska, zorganizował utworzenie gubernialnych organów administracyjnych, finansowych i sądowych oraz pierwszego w guberni ogólnodostępnego szpitala miejskiego. Rezultatem inspekcji obwodowej po powiatach guberni był utwór Podionnaja zapiska, uczinionnaja wo wriemia obozrenija gubernii prawitelem Ołonieckogo namiesniczestwa Dierżawinym, w którym Dierżawin przedstawił wzajemne oddziaływanie czynników naturalnych i ekonomicznych oraz zanotował elementy materialnej i duchowej kultury kraju. Obraz Karelii później został przedstawiony w wierszach Buria, Lebied', Ko wtoromu sosiedu, Na Sczastije, Wodopad.
W latach 1786–1788 pełnił służbę tambowskiego gubernatora. W latach 1791–1793 był sekretarzem stanu Katarzyny II. W 1793 roku otrzymał nominację na senatora.
W 1794 roku w wieku 32 lat nagle zmarła żona Dierżawina – Jekatierina Jakowlena. Po pół roku po raz drugi ożenił się z Darją Aleksiejewną Djakową.
Od 1795 roku był prezydentem Kolegium Komercyjnego. W latach 1802–1803 był ministrem sprawiedliwości Imperium Rosyjskiego. Przez cały ten okres Dierżawin kontynuował pracę literacką – powstały ody Bog, Niech rozgrzmiewa pieśń zwycięstwa, Wielmoża, Wodopad i inne.
7 października 1803 roku został zdymisjonowany ze wszystkich stanowisk. Po dymisji przeniósł się do swojej posiadłości Zwanka w guberni nowogrodzkiej. W ostatnich latach życia zajmował się działalnością literacką.
Dierżawin zmarł 8 lipca?/20 lipca 1816 w swojej posiadłości Zwanka. Został pochowany wraz z drugą żoną (zmarła w 1842 roku) w soborze Monasteru Przemienienia Pańskiego Warłaama Chutyńskiego niedaleko Nowogrodu Wielkiego. Dierżawin nie miał dzieci.
W czasie II wojny światowej budowle monasteru zostały uszkodzone przez ostrzał artyleryjski i przez ponad 40 lat znajdowały się w ruinie. W 1959 roku odbyło się przeniesienie szczątków Dierżawina i jego żony do Kremlu Nowogrodzkiego w Nowogrodzie Wielkim.
W 1993 roku, po zakończeniu restauracji Monasteru Przemienienia Pańskiego Warłaama Chutyńskiego, z okazji 250-lecia urodzin Dierżawina, szczątki pisarza i jego żony zostały przeniesione z powrotem do grobowca w monasterze.

## Wybrana twórczość

### Wiersze
- 1779 – Na śmierć księcia Mieszczerskiego[3] (ros. На смерть князя Мещерского)
- 1779 – Na urodziny porfirogenety północy[4] (ros. На рождение в Севере порфирородного отрока)
- 1788 – Osien' wo wriemia osady Oczakowa (ros. Осень во время осады Очакова)
- 1789 – Na Sczastije (ros. На Счастие)
- 1791 – Ko wtoromu sosiedu (ros. Ко второму соседу)
- 1794 – Na wzięcie Warszawy[5] (ros. На взятие Варшавы)
- 1794 – Buria (ros. Буря)
- 1800 – Snigir' (ros. Снигирь)
- 1804 – Lebied' (ros. Лебедь)
- 1806 – Tęcza (wiersz)Tęcza[6] (ros. Радуга)
- 1816 – Ostatni wiersz[7] (ros. Река времен в своем стремленьи...)
- Lisica i zające[8] (ros. Лисица и Зайцы)

### Ody
- 1782 – Fielica (ros. Фелица)
- 1784 – Bog (ros. Бог)
- 1791 – Niech rozgrzmiewa pieśń zwycięstwa (ros. Гром победы, раздавайся!) – pierwszy nieoficjalny hymn Imperium Rosyjskiego; autorem muzyki jest Józef Kozłowski
- 1794 – Wielmoża (ros. Вельможа)
- 1798 – Wodopad (ros. Водопад)